# De afwezige
De afwezige is een Nederlandse-Franse stomme film uit 1913 in zwart-wit, met als Franse titel L'absent, gebaseerd op een toneelstuk van George Mitchell.
De film is gemaakt naar aanleiding van een idee van distributeur Pathe Parijs die een Franse filmcrew naar Nederland stuurde om het stuk van Mitchell aldaar te filmen met Franse acteurs als typisch Nederlandse personages. De film werd in Nederland en Frankrijk uitgebracht voor een breed publiek.

## Verhaal
Dries (Henri Etievant) is een al jaren alleenstaande boer die zijn vrouw verloor, met bij hem inwonende schoonmoeder (Jeanne Grumbach) en zoon Peter (Henri Rollan). Dries wordt in het plaatselijke café verliefd op de eveneens alleenstaande Mina (Germaine Dermoz). Dit ziet Peter niet zitten, die vindt dat zijn vader bedrog pleegt tegenover zijn dode moeder. Peter keert zijn vader de rug toe en vertrekt het huis uit. Dan wordt Peter ziek tijdens zijn reis, Peter ziet in dat het vertrek ook niet alles is en keert terug naar huis. Bij thuiskomst ziet hij foto's van Mina's dochter Dina (Raymonde Dupre) en wordt verliefd. Door tussenkomst van Mina sluiten vader en zoon elkaar weer in de armen.

## Rolverdeling
| Acteur          | Personage            |
| --------------- | -------------------- |
| Henri Etievant  | Dries Schoonejans    |
| Henri Rollan    | Peter Schoonejans    |
| Jeanne Grumbach | Schoonmoeder Grietje |
| Germaine Dermoz | Minna                |
| Raymonde Dupre  | Dina                 |